# Hervé de Charette
Hervé de Charette (Parigi, 30 luglio 1938) è un politico francese.
È stato sindaco di Saint-Florent-le-Vieil dal 1989 al 2014, deputato del dipartimento Maine e Loira dal 1988 al 2012 e Ministro degli affari esteri dal 1995 al 1997.
Si è laureato all'HEC Paris, a Sciences Po e all'ENA.